# Гаплогруппа IJ
Гаплогруппа IJ (P123, P124, P125, P126, P127, P129, P130) — Y-хромосомная гаплогруппа человека. Гаплогруппа IJ произошла от IJK, которая, в свою очередь, — от макрогруппы F. Её наследниками являются гаплогруппы I и J. Потомки гаплогруппы IJ составляют значительную долю современного населения Западной Евразии, Северной Африки, обеих Америк и Австралии.

## Происхождение
Гаплогруппа IJ происходит от мутации гаплогруппы IJK, произошедшей у мужчины, жившего ок. 47,2 тыс. лет назад (даты определены по снипам компанией YFull). Никаких представителей парагруппы IJ (то есть не относящихся либо к I, либо к J) пока не зафиксировано; на существование этой гаплогруппы указывает наличие некоторых общих мутаций в Y-хромосомах происходящих от неё гаплогрупп I и J. Ввиду этого попытки определить место её возникновения затруднены; однако тот факт, что как одна, так и другая распространены среди современного населения Кавказа и Малой Азии, позволяет предположить, что гаплогруппа IJ произошла из гаплогруппы IJK в районе Ближнего Востока или где-то в Западной Азии и в дальнейшем распространилась по Западной Евразии. Есть гипотеза её возникновения в Европе времён последнего ледникового максимума, во время которого ветви этой гаплогруппы разделились из-за ухудшения условий климата и оказались в разных регионах.
Последний общий предок для группы IJ жил приблизительно 38,5 (30,5-46,2) тыс. лет назад.
Вполне вероятно, что именно к группе IJ принадлежали кроманьонцы (или их большая часть), первые представители людей современного типа, пришедшие в Европу около 40 тыс. лет назад, встретившие там неандертальцев и на протяжении 15 тысячелетий сосуществовавшие с ними до их исчезновения в последний ледниковый период. Ещё 20 тысячелетий после этого (до вторжения индоевропейцев) потомки этих кроманьонцев (гаплогруппа I), по всей видимости, составляли большую часть населения Европы. Гаплогруппа I, возникшая 25—20 тыс. лет назад, вероятнее всего, выделилась из локальной европейской субклады IJ, таким образом являясь единственной «большой» гаплогруппой, возникшей в Европе. Разделение гаплогруппы IJ на гаплогруппы I и J произошло 44 тыс. л. н. (95 % доверительный интервал — 41−47 тыс. л. н.), по данным компании YFull — 42,9 тыс. лет назад.